# Ord&Bild
Ord&Bild, tidigare Ord och Bild, är en svensk kulturtidskrift grundad 1892. Den är den äldsta svenska kulturtidskriften som fortfarande utkommer. Den har numera sin redaktion i Göteborg.

## Historia
Månadstidskriften grundades 1892 av Karl Wåhlin och blev snabbt Sveriges ledande kulturtidskrift. De första åren blev den ett forum för nittiotalisterna bland författarna och opponenterna bland konstnärerna. Men även åttiotalister som Gustaf af Geijerstam medarbetade. 
Tidskriften utgavs först av Norstedts förlag, men blev snart ett självständigt företag, där Wåhlin kvarstod som redaktör i hela 45 år ända fram till sin död 1937. Inriktningen var nationell och rojalistisk, vilket inte hindrade att man hade redaktionsfilialer i Oslo, Köpenhamn och Helsingfors och att man införde originalbidrag på norska och danska. 
Man utnyttjade de senaste tryckeritekniska framstegen för att återge konstverk i form av planschbilagor. Upplagan hade 1912 kommit upp i 4 500 exemplar och tidskriften blev en kulturell institution.    
Ord&Bild behandlar litteratur, filosofi och politik. Sedan 1980-talet har redaktionen sitt säte i Göteborg. Tidskriften produceras sedan 1990-talet delvis på Tidskriftsverkstaden i Göteborg, där man dessutom är delägare i den angränsande Nätverkstan Kultur.
Ord&Bild har sedan 1999 sin redaktion i Lagerhuset vid Järntorget i Göteborg.
Ord&Bild ingår i det europeiska kulturtidskriftsnätverket Eurozine.

## Redaktörer I
- Karl Wåhlin (1892–1937)
- Sven Rinman (1938–1950)
- Lennart Josephson (1951–1957)
- Björn Julén (1958–1961)
- Lars Bäckström (1962–1970)
- Björn Håkanson (1963)
- Lars Bjurman (1963–1972)
- Annika Engström (1968–1971)
- Lars Kleberg (1970–1971)
- Staffan Cullberg (1971)
- Agneta Pleijel (1971–-1975)
- Tomas Forser (1972–1974)
- Per Lysander (1972–1977)
- Ingvar Lindblom (1974–1979)
- Maria Bergom Larsson (1975–1976)
- Eva Adolfsson (1976–1982)
- Lars Linder (1977–1982)
- Ingamaj Beck (1978)
- Birgit Munkhammar (1980)
- Ingemar E Nilsson (1981)
- Madeleine Gustafsson (1982–1984)
- Svante Weyler (1979–1985)
- Lars Hansson (1979–1987)
- Björn Linnell (1984–1985)
- Ola Holmgren (1985–1986)
- Mikael Löfgren (1985–1989)
- Johan Öberg (1990–1994)
- David Karlsson (1994–1998)
- Carl Henrik Fredriksson (1998–2001)
- Annika Ruth Persson (2001–2004)
- Cecilia Verdinelli Peralta (2004–2009)[6]
- Martin Engberg (2009–2014)[7]
- Patricia Lorenzoni (2014–2016)[8][9]
- Ann Ighe 2014–[8]
- Marit Kapla (2016–2019)[10]
- Jonatan Habib Engqvist 2020–